# Thomas Wolfe
Thomas Clayton Wolfe (Asheville, Carolina del Norte, 3 de octubre de 1900 - Baltimore, Maryland, 15 de septiembre de 1938) fue un escritor estadounidense del siglo XX. 
Escribió cuatro novelas largas, muchos cuentos, poesía, obras dramáticas y fragmentos de novelas. Su prosa destila poesía, es muy descriptiva, con argumentos en gran parte basados en su vida. Sus libros reflejan la cultura y costumbres de Estados Unidos del primer tercio del siglo XX, en especial, los de su ciudad natal en sus años de niñez y temprana juventud y los vividos luego en Nueva York y Boston. Realizó seis viajes a Europa; lamentaba lo mucho que se perdía al ir en barco, lo cual dificultaba la relación con este continente, relación que consideraba que debería ser mucho más intensa. Su obra contiene las observaciones de un estadounidense que descubre interesantes aspectos de Inglaterra, Francia y Alemania que pasan desapercibidos para los europeos. En especial es importante cómo, comprobando en 1936 la persecución de las personas por sus razas o ideas que estaba desarrollando el nazismo, presiente que este horror había de llevar al mundo a una gran guerra...
Tras la muerte de Wolfe, William Faulkner dijo de él que era el mejor escritor de su generación (Faulkner se puso segundo). La influencia de Wolfe se extendió a las obras del escritor beat Jack Kerouac y de Philip Roth, entre otros. Sigue siendo uno de los más importantes de la literatura estadounidense moderna.

## Trayectoria
Wolfe nació en Asheville, Carolina del Norte; era el menor de los ocho hijos de William Oliver Wolfe (1851–1922) y Julia Elizabeth Westall (1860–1945). Sus hermanos fueron Leslie E. Wolfe (1885–1886), Effie Nelson Wolfe (1887–1950), Frank Cecil Wolfe (1888–1956), Mabel Elizabeth Wolfe (1890–1958), Grover Cleveland Wolfe (1892–1904), Benjamin Harrison Wolfe (1892–1918) y Frederick William Wolfe (1894–1980).
Los Wolfe vivieron en la calle Woodfin, n.º 92, donde Tom nació. Su padre fue un tallador de piedra y propietario de un negocio de lápidas. Su madre adquirió bienes raíces y, en 1904, abrió en San Luis (Misuri), para la Exposición Universal, un alojamiento dedicado especialmente a albergar a visitantes provenientes de Asheville. Mientras la familia estuvo en San Luis, uno de los hermanos de Wolfe, Grover, de doce años, murió de fiebre tifoidea.

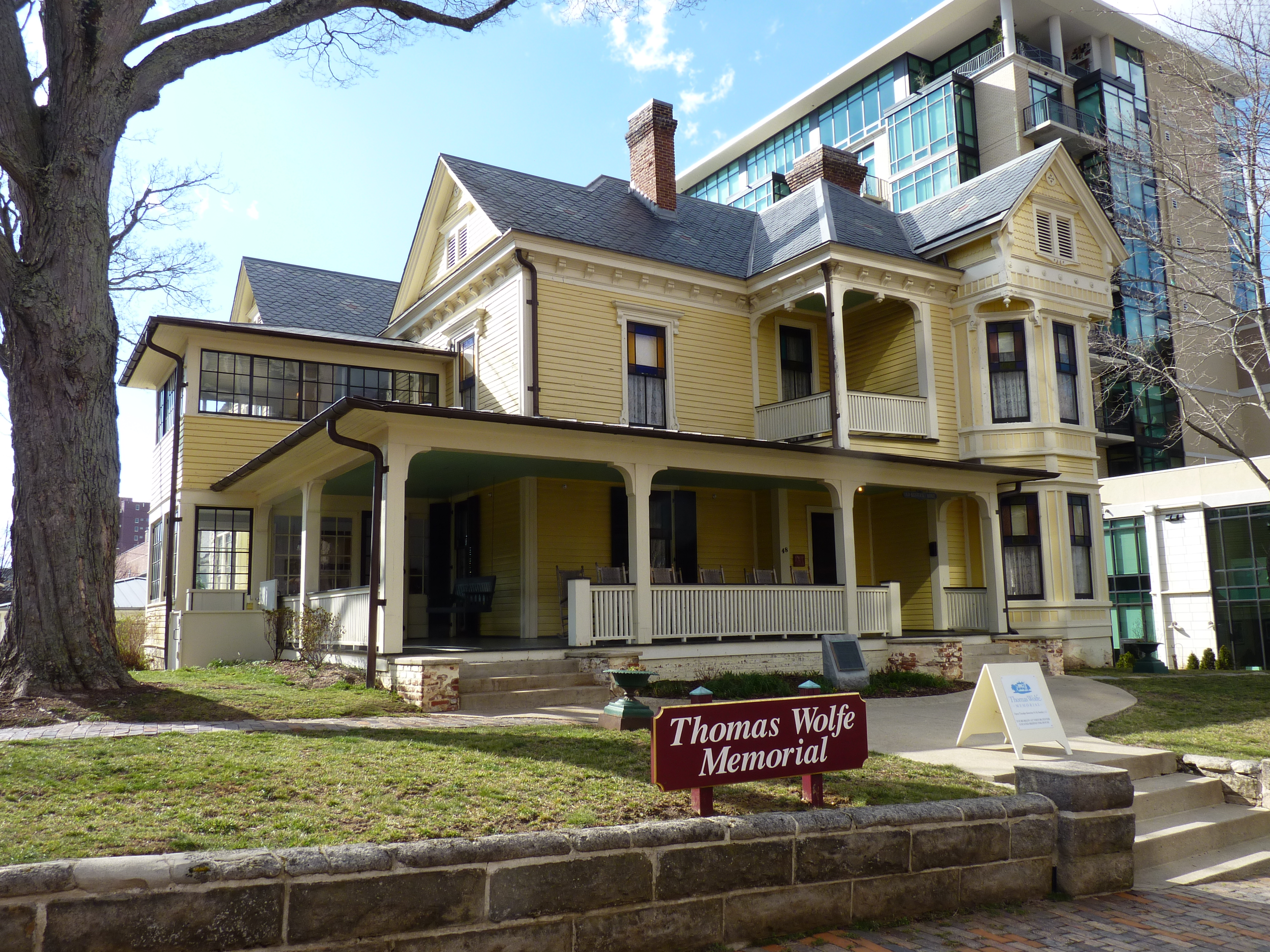
Casa Thomas Wolfe
Hito Histórico Nacional, ubicada en la calle Spruce, n.º 48, en Asheville.

En 1906, Julia Wolfe compró la casa llamada "Old Kentucky Home", en la cercana calle Spruce, n.º 48, ya que la relación matrimonial se había hecho insostenible. Tomó residencia allí con su hijo menor, mientras que el resto de la familia permaneció en la casa de la calle Woodfin. Wolfe vivió en el alojamiento de la calle Spruce hasta que fue a la universidad en 1916.
Wolfe estudió en la Universidad de Carolina del Norte en Chapel Hill, donde fue miembro de la Sociedad Dialéctica y de la fraternidad Pi Kappa Phi. En el otoño de 1919 se inscribió en un curso de dramaturgia. Su pieza de un solo acto, El retorno de Buck Gavin, fue escenificada y Wolfe actuó en el rol protagónico. Asimismo, editó el periódico estudiantil de la universidad, Tar Heel, y ganó el Premio al Mérito en Filosofía por un ensayo titulado "La crisis en la industria". Otra de sus piezas teatrales, La tercera noche, fue escenificada en diciembre de 1919.
Obtuvo el grado académico de Bachelor of Arts en la mencionada universidad en junio de 1920. En septiembre de 1920 ingresó en la Escuela de Posgrado en Artes y Ciencias de la Universidad Harvard, donde estudió dramaturgia bajo la dirección de George Pierce Baker. Dos versiones de la pieza teatral de Wolfe Las montañas fueron escenificadas en 1921.
En 1922, Wolfe recibió su maestría de Harvard. Su padre falleció en junio de ese mismo año en Asheville, un evento que influiría en su obra. Continuó estudiando con Baker, con quien produjo su pieza de diez escenas, Bienvenido a nuestra ciudad, en mayo de 1923. Se instaló en Nueva York en noviembre de 1923, y, en febrero de 1924, empezó a enseñar inglés como instructor en la Universidad de Nueva York, una posición que ocupó por casi siete años.
En 1917 se publicó su primer escrito, una poesía, en una revista de la universidad en la que estudiaba. Poesía, dramas y relatos se fueron publicando durante los periodos de sus estudios en las dos universidades que visitó. 
Tras su fracaso como autor dramático decidió ser novelista: "No sé cuándo llegué a tener por primera vez ese pensamiento." Con el dinero ganado siendo profesor en una universidad de Nueva York viajó a Europa en 1926. Tras visitar varios países consideró que Londres era el lugar más adecuado para escribir, por lo que en otoño alquiló allí dos habitaciones en una casa, compró varios libros gruesos de contabilidad y comenzó a escribir en ellos, dada su prodigiosa memoria, cuanto recordaba: de personas, su nombre, físico, expresiones, profesión, costumbres, vestimenta, lo que habían dicho; de las calles, su constitución, pavimento, farolas, casas; de hoteles, los muebles, el servicio, el coste; de restaurantes, la calidad de la comida, de conversaciones allí oídas, de las oídas en la calle, en el tren, de los vecinos en el patio, puentes, carreteras, paisajes que había visto, ruidos como el pisar de hojas secas, el de los cascos de un caballo en el empedrado, el del viento en los aleros de la casa... absolutamente todo lo que había experimentado, visto y oído. "No puedo decir cómo llegué a ello, por qué lo hacía, ni por qué de esa manera. Nunca lo he sabido, pero supongo que había en mí una fuerza desconocida que ya desde largo tiempo me empujaba a escribir y que trataba de abrir su camino, que era eso lo que me empujaba".
Volvió a Nueva York y ocupó otra vez su puesto de profesor en la universidad. Escribía durante la noche, en Brooklyn, y dos años y medio después de haber comenzado a escribir se dio cuenta de que cuanto había escrito era una novela, que ya solo debía crear un personaje alrededor del cual se había de mover todo lo escrito. Terminado el manuscrito, que constituiría su primera obra importante, consiguió que la editorial Charles Scribner's Sons de Nueva York, a través de su lector jefe Maxwell E. Perkins, lo aceptase muy positivamente; este comenzó a cribar con el autor el texto, que era excesivamente voluminoso, por lo que no encontraría comprador. A Wolfe no le satisfacían nada los recortes. Por un lado, consideraba que los textos suprimidos eran indispensables, que los recortes mutilaban la obra haciéndola incomprensible y deshilvanada, y, por otro,  creía que lo que se pretendía eliminar no tenía calidad. Arduo fue el trabajo de Perkins para convencerlo de que lo eliminado o recortado no era esencial, a pesar de tener gran calidad. En una ocasión le señaló un texto que resultaba demasiado amplio y le dijo que lo debía resumir. Wolfe trabajó tres días rehaciendo de nuevo el texto y se lo llevó a Perkins, el cual quedó perplejo, ya que el nuevo texto era dos veces más extenso que el que había de ser resumido. El novelista reconoció: "Mi defecto principal es que escribo demasiado, no solamente ese poco que es lo esencial, sino que me dejo llevar por mi entusiasmo para realizarlo extensamente y bien contado." Al menos dos capítulos fueron suprimidos completamente, y se publicaron en 1941 como relatos titulados "No cure for it" y "A kinsman of his blood", en la edición de la obra de relatos The hills beyond.
La mirada del ángel se editó finalmente en 1929 y causó una profunda impresión en los medios literarios estadounidenses y británicos. En 1930, en su discurso al recibir el premio Nobel de Literatura, Sinclair Lewis citó a Thomas Wolfe, hecho singular, ya que daba a entender que Wolfe no tardaría en ser premiado igualmente. Lewis a su vez habló con su editor alemán sobre esa obra primeriza, el cual hizo que se tradujera y editara en Alemania, donde también fue muy bien recibida. Sus relatos, que en gran parte eran capítulos excluidos de las novelas que estaba escribiendo (no por falta de calidad, sino para no hacerlas demasiado extensas, ya que ello haría aumentar tanto el precio como el volumen de la edición y retraería a compradores), se fueron publicando en revistas hasta 1938, año en el que se editó su segunda gran novela, Del tiempo y el río, que lo consagró definitivamente como uno de los más importantes novelistas de Estados Unidos del siglo XX. Sobrevenida su muerte, se editaron las novelas The web and the rock en 1939 y You can't go home again en 1940, así como The hills beyond en 1941, una colección de relatos, algunos de ellos ya publicados en vida del autor.
En julio de 1938 Wolfe enfermó de neumonía en Seattle. Surgieron complicaciones y le diagnosticaron una tuberculosis miliar. Fue enviado a tratarse al Hospital Johns Hopkins, en Baltimore, el 6 de septiembre, pero una operación reveló que la enfermedad había invadido todo el lado derecho del cerebro. Sin recobrar la conciencia, Wolfe falleció 18 días antes de cumplir 38 años.
En su lecho de muerte, Wolfe escribió una carta conmovedora a su editor, Maxwell Perkins, en la cual reconoció que lo había ayudado a realizar su trabajo y había hecho su obra posible. Ya en su obra You can't go home again, el último capítulo está dedicado a la confesión que hace George Webber sobre su vida a su editor, aquí con nombre ficticio, agradeciéndole la amistad y la ayuda prestada, capítulo que puede ser considerado como su testamento literario.
Thomas Wolfe está enterrado en el cementerio Riverside en Asheville. El  escritor americano O. Henry, también está enterrado en el mismo cementerio.

## Dos ciclos
Dos son los importantes ciclos de las obras del autor: en La mirada del ángel y Del tiempo y el río, el protagonista es Eugene Gant; en The web and the rock y  You Can't Go Home Again lo es George Webber.
Ambos protagonistas tienen en común que proceden de modestas familias con padres con los que no consiguen convivir y que residen en pequeñas poblaciones situadas en la parte montañosa de Carolina del Norte. Ambos abandonan sus hogares para estudiar y posteriormente abrirse camino como escritores. Vivirán básicamente en Nueva York y viajarán por Europa. No son tanto los caracteres los que los diferencian como su aspecto físico, ya que Eugene Gant tiene una altura de 1,98 metros, mientras que George Webber es bajo con torso muy corpulento y largos brazos que le llegan casi hasta las rodillas. Ambos gozarán muy jóvenes del éxito como escritores, sufrirán mucho en sus tormentosas relaciones con mujeres, padecerán profundamente la soledad y, a pesar de su vida disipada, descubrirán una profunda religiosidad.
Gran parte de sus personajes están basados en personas y sus circunstancias conocidas por el autor, ya que disponía de una memoria excepcional, pero altera sus nombres y atribuye los hechos de unos a otros. Hubo así cierto descontento entre sus conocidos que —aunque con nombres distintos— se vieron retratados en lo físico y en sus quehaceres, pero quedaron desconcertados por los hechos atribuidos a ellos, con los que no tenían ninguna relación. Pero otros, como Nebraska Crane, amigo de niñez de Webber y luego famoso jugador profesional de béisbol cuyo optimismo tanto contrasta con la soledad del escritor cuando años después se vuelven a encontrar, y Rumbord Bland, un tenebroso personaje propietario de un establecimiento en el que vende productos recogidos en basureros pero en cuya trastienda ha montado un rentable negocio usurero dedicado a explotar a negros ignorantes, que ha perdido la vista y que en una conversación con influyentes personas de la localidad pronostica la hecatombe financiera de 1929, son íntegramente producto de su también excepcional fantasía, y constituyen personajes memorables por la brillantez con la que son descritos.
Su obra es desmesurada y lírica, muy autobiográfica, consciente de incluir en ella todos los niveles posibles de la expresión. A F. Scott Fitzgerald, que le había criticado su libro Del tiempo y el río porque lo consideraba demasiado extenso y le había puesto como ejemplo a Gustave Flaubert, que había eliminado en sus manuscritos muchos temas por no considerarlos importantes, le dijo que otros muchos grandes escritores, como William Shakespeare, Miguel de Cervantes y Fiódor Dostoyevski, habían aumentado considerablemente sus manuscritos y que precisamente por haber realizado obras con tanta temática se habían hecho inolvidables.

## Obras
De las cuatro obras más importantes de Wolfe, La mirada del ángel (Look homeward, Angel), Del tiempo y el río (Of time and the river), The web and the rock y You can't go home again, las dos primeras se editaron mientras vivió. Estas cuatro producciones tienen gran extensión, que van desde las 180.000 palabras de La mirada del ángel a las 380.000 de Del tiempo y el río. 
- La mirada del ángel (1929)

Wolfe describe en ella la niñez, juventud y años de universidad en Carolina del Norte del protagonista Eugene Gant. Le atribuye la ficticia localidad Altamont como lugar en el que nace y transcurre gran parte de su vida hasta que acude a la universidad. Publicada la obra, ciudadanos de Asheville consideraron que tanto su ciudad como sus ciudadanos no habían sido retratados con fidelidad, lo cual causó indignación, ya que concluyeron que la localidad había sido desprestigiada y los que creyeron reconocerse, haber sido dañinamente descritos sus caracteres. Esto llevó a que el escritor recibiese amenazas de muerte, y tardó siete años en volver a Asheville. Se dieron situaciones grotescas, así, porque el padre de Wolfe había tenido un taller en el que hacía lápidas, situado en la plaza de la localidad. Wolfe creó el personaje Oliver Gant que también tenía un taller de lápidas en la plaza del pueblo. Ha comprado una hermosa escultura de un ángel realizada en mármol de Carrara y la tiene expuesta en el patio de su taller. En varias ocasiones se la quieren comprar pero está encariñado y no la cede. Un día le visita una mujer, dueña del prostíbulo y del que Gant es cliente, y le quiere comprar la escultura para colocarla en la tumba de una de sus chicas que acaba de fallecer. Gant no quiere vender pero acaba cediendo, incluso pretende darla gratis, pero la mujer insiste en pagarla y Gant cobra el importe que en su día pagó por ella. Cuando se editó la obra, el padre de Wolfe ya había fallecido, su taller vendido por la familia y el nuevo propietario construido en el solar un alto edificio. Leída la obra en Asheville, aparecieron muchos ciudadanos que aseveraban haber visto en el patio del padre de Wolfe una escultura representando un ángel, hubo incluso quien afirmó haber estado durante el trato de su venta. El propietario del periódico local envió al cementerio a un periodista y a un fotógrafo para localizar el ángel, los cuales consiguieron encontrar una tumba con un ángel, por lo que el periódico publicó la foto con un reportaje, afirmaban que era la tumba con el ángel de Gant en la que yacía la joven del prostíbulo. La tumba pertenecía a una distinguida familia y en ella se encontraba una mujer muy mayor que había llevado una vida muy piadosa en la iglesia a la que pertenecía. Ello motivó por parte de la familia una queja que tuvo gran resonancia en la ciudad. 
- No Door, relato escrito en 1933 y publicado en dos números del Scribner's Magazine ese año y el siguiente; traducida al español como Una puerta que nunca encontré. Posteriormente, pasaría a formar parte de Del tiempo y el río)[7]
- Of Time and the River (1935)
- From Death to Morning (1935)
- La historia de una novela (1936)
- The Lost Boy (1937)
- Boom Town (Especulación, 1938)
- The Web and the Rock (1939)
- You Can't Go Home Again (1940)
- The Hills Beyond (1941)
- A Western Journal: A Daily Log of the Great Parks Trip, June 20-July 2, 1938 (1951)
- Las cartas de Thomas Wolfe (1956)
- Las montañas: un drama en tres actos y un prólogo  (1970)
- Bienvenidos a nuestra ciudad: una pieza en diez escenas (1983)
- Mannerhouse: a Play in a Prologue and Four Acts (1985)
- The Collected Stories (Francis E. Skipp, ed.) (1987)

## Traducciones españolas
- La orgullosa hermana muerte y otros relatos, Buenos Aires, Librerías Fausto, 1977
- El ángel que nos mira, Brugurera, 1983; y Valdemar, 2009, ISBN 978-84-7702-632-7
- Tengo algo que deciros, Caralt, 1989, ISBN 978-84-217-3137-6
- No hay puertas, Caralt, 1990, ISBN 978-84-217-2538-2
- Historia de una novela. (El proceso de creación de un escritor), Pliegos, 1993, ISBN 978-84-86214-97-5
- Del tiempo y el río, Montesinos, 1985; y Literatura y Ciencia, 1996, ISBN 978-84-89354-24-1
- El niño perdido, Periférica, 2011, ISBN 978-84-92865-41-3
- Una puerta que nunca encontré, Periférica, 2012, ISBN 978-84-92865-54-3
- Del tiempo y el río, Piel de Zapa, 2013, ISBN 978-84-15216-67-4
- Cuentos, Páginas de espuma, 2020, ISBN 978-84-8393-271
- La mirada del ángel, Trotalibros, 2022, ISBN 978-99920-76-14-9
- La red y la roca, Piel de Zapa, 2022, ISBN 978-84-18550-96-6

## Adaptaciones cinematográficas
- 1961: Look Homeward, Angel
- 1979: You can't go home again
- 2016: Genius (en España, El editor de libros; en Sudamérica, Pasión por las letras), (película biográfica).[8]